# Arnold Dumelin
Arnold Dumelin (* 10. Juli 1844 in Frauenfeld TG; † 16. April 1905 ebenda) war ein Schweizer Kaufmann und Generalkonsul in Japan.

## Leben
Arnold Dumelin entstammte einer alteingesessenen Frauenfelder Familie. 1866 erreichte er nach einer Schiffsreise, die ihn von Marseille aus über Sumatra, Hongkong und Shanghai führte, die Hafenstadt Yokohama, Zentrum des aufblühenden internationalen Handels in Japan. Hier wirkte er bis 1868 als Seiden-Inspektor und Händler der Firma Thorel, Ziegler & Co. Nach der Trennung der Partner war er bis 1876 für die Firma Ziegler & Co. tätig. 1877 trat er beim Ostschweizer Textilunternehmen Sieber, Brennwald & Co. ein, wo er zunächst als Angestellter, später als Teilhaber aktiv war. 1881 wurde ihm das Amt des Vizekonsuls, später das des Generalkonsuls der Schweiz in Japan übertragen. Nach seiner Pensionierung 1898 in die Schweiz zurückgekehrt, liess er sich erneut in Frauenfeld nieder. Er war verheiratet mit Catherine Emilie geborene Egloff.

## Nachlass
Der 2015 wiederentdeckte Nachlass Arnold Dumelins, bestehend aus 1000 Seiten mit unterschiedlichen Dokumenten, befindet sich im Besitz des Schweizerischen Bundesarchivs. Im Rahmen eines Forschungsprojekts des Instituts für Kunstgeschichte Ostasiens an der Universität Zürich wird er teilweise auf der Datenbank Dodis (Diplomatische Dokumente der Schweiz) online zugänglich gemacht.